# Барбара Стануик
Барбара Стануик (на английски: Barbara Stanwyck) е американска филмова и театрална актриса, родена през 1907 година, починала през 1990 г. За своето време тя е сред най-високо платените жени в Съединените щати. Има множество почетни награди, а Американският филмов институт я обявява за една от най-големите звезди от класическата ера на Холивуд.

## Биография и кариера

### Ранни години
Барбара Стануик е родена като Руби Катрин Стивънс на 16 юли 1907 година в Бруклин, Ню Йорк. Тя е най-малкото от 5 деца на Катрин Анн и Байрън Стивънс. Баща ѝ е от Масачузетс, а майка ѝ е имигрантка от Нова Скотия, Канада. Когато Барбара е на 4 години, майка ѝ е убита – блъсната от непознат пиян мъж пред преминаващ трамвай. Две седмици по-късно, бащата се присъединява към работна бригада, участваща в прокопаването на Панамския канал и повече никой не го вижда.
Сирачето е отгледано от най-голямата си сестра Милдред, която малко по-късно си намира работа като танцьорка в цирковите спектакли на известния в онези години импресарио Джон Корт. Пътувайки с представленията на сестра си, малката Руби започва да се упражнява зад кулисите, повлияна от спектаклите в които тя участва. По това време ѝ оказват влияние и филмите с Пърл Уайт, актриса от нямото кино, която Руби почита като идол (модел за подражание).
На 14-годишна възраст, Руби напуска училището, което посещава. Започва работа, опаковайки пакети в универсален магазин в Бруклин. Скоро след това постъпва в бруклинския телефонен клон, където картотекира карти срещу заплата от 14 долара на седмица. Работи и като крояч на рокли по модели на списание „Вог“, както и като машинописка за музикалната компания „Jerome H. Remick“. През цялото това време обаче, тя не престава да мечтае за кариера в сферата на шоубизнеса.

### Кариера
През 1923 година, Руби е на прослушване за място в хора на „Strand Roof“, нощен клуб на Таймс Скуеър в Манхатън. Няколко месеца по-късно, тя получава и ангажимент като танцьорка в спектаклите „Зигфелд фолис“, много популярни шоупрограми от началото на 20 век, играни на сцените на Бродуей. Има кратка но забележителна кариера на сцената в края на 1920-те. В следващите 4 десетилетия Стануик се снима в 85 филма в Холивуд, после се отдава на телевизията. Номинирана е 4 пъти за награда „Оскар“ за изпълненията си във филмите: „Стела Далас“ (1937), „Огнена топка“ (1941), „Двойна застраховка“ (1944) и „Съжалявам, грешен номер“ (1948). Печели награда „Златен глобус“ и 3 награди „Еми“. През 1983 г. играе Мери Карсън в минисериала „Птиците умират сами“. 

### Смърт
Барбара Стануик почива на 20 януари 1990 г. на 82-годишна възраст от сърдечна недостатъчност и хронична обструктивна белодробна болест в здравния център „Сейнт Джон“ в Санта Моника, Калифорния. Тя посочва, че не иска погребална служба. В съответствие с нейните желания останките й са кремирани, а пепелта разпръсната от хеликоптер над Лоун Пайн, Калифорния, където се е снимала в някои от своите уестърн-филми.

## Избрана филмография
| Година | Филм                            | Оригинално заглавие              | Роля               | Режисьор         | Бележки              |
| ------ | ------------------------------- | -------------------------------- | ------------------ | ---------------- | -------------------- |
| 1931   | The Miracle Woman               | The Miracle Woman                | Флорънс Фейт Фалън | Франк Капра      |                      |
| 1933   | Горчивият чай на генерал Йен    | The Bitter Tea of General Yen    | Меган Дейвис       | Франк Капра      |                      |
| 1935   | Жената в червено                | The Woman in Red                 | Шелби Барет Уайът  | Робърт Флори     |                      |
| 1937   | Стела Далас                     | Stella Dallas                    | Стела Далас        | Кинг Видор       | номинация за „Оскар“ |
| 1939   | Юниън Пасифик                   | Union Pacific                    | Моли Монахан       | Сесил Демил      |                      |
| 1939   | Златното момче                  | Golden Boy                       | Лорна Мун          | Рубен Мамулян    |                      |
| 1941   | Лейди Ева                       | The Lady Eve                     | Джийн Харингтън    | Престън Стърджис |                      |
| 1941   | Запознайте се с Джон Доу        | Meet John Doe                    | Ан Мичъл           | Франк Капра      |                      |
| 1941   | Огнена топка                    | Ball of Fire                     | Катрин О'Шеа       | Хауърд Хоукс     | номинация за „Оскар“ |
| 1944   | Двойна застраховка              | Double Indemnity                 | Филис Дитрихсън    | Били Уайлдър     | номинация за „Оскар“ |
| 1945   | Коледа в Кънектикът             | Christmas in Connecticut         | Елизабет Лейн      | Питър Годфри     |                      |
| 1946   | Странната любов на Марта Айвърс | The Strange Love of Martha Ivers | Марта Айвърс       | Луис Майлстоун   |                      |
| 1948   | Съжалявам, грешен номер         | Sorry, Wrong Number              | Леона Стивънсън    | Анатол Литвак    | номинация за „Оскар“ |
| 1949   | Ийст сайд, Уест сайд            | East Side, West Side             | Джеси Борн         | Мървин Лерой     |                      |
| 1950   | Да удовлетвориш дама            | To Please a Lady                 | Реджина Форбс      | Кларънс Браун    |                      |
| 1951   | Мъжът с пелерината              | The Man with a Cloak             | Лорна Баунти       | Флетчър Маркъл   |                      |
| 1953   | Титаник                         | Titanic                          | Джулия Стърджис    | Жан Негулеско    |                      |
| 1953   | Всичко, което желая             | All I Desire                     | Наоми Мърдрок      | Дъглас Сърк      |                      |
| 1955   | Жестоки хора                    | The Violent Men                  | Марта Уилкисън     | Рудолф Мате      |                      |
| 1956   | Винаги има утре                 | There's Always Tomorrow          | Норма Милър Вале   | Дъглас Сирк      |                      |
| 1964   | Наемен работник                 | Roustabout                       | Маги Морган        | Джон Рич         |                      |